# Ken Battefield
Ken Battefield, né le 22 janvier 1905 et mort le 19 décembre 1966 est un illustrateur de pulps et un dessinateur américain de comics.

## Biographie
John Kenneth Battefeld naît le 22 janvier 1905 à New York. En 1924, il est diplômé de l'université de Brooklyn. Il trouve du travail comme illustrateur de publicité. En 1939, il commence à dessiner des comics pour le studio d'Harry Chesler et prend alors pour nom de plume Ken Battefield. Il signe de très nombreuses histoires pour ce studio mais propose aussi ses services à quasiment tous les éditeurs new-yorkais. Ainsi il travaille beaucoup pour l'éditeur Wow Comics mais aussi pour Exciting Comics et Master Comics. Alors qu'il travaille chez Chesler, il rencontre le jeune Carmine Infantino qui est encore étudiant et lui permet de dessiner sa première histoire pour cet éditeur. Il échappe à la conscription durant la seconde guerre mondiale. Il est alors très demandé puisque de nombreux artistes sont à l'armée. D'ailleurs, son travail ne satisfait pas toujours l'éditeur. Ainsi après-guerre, Ned Pines, éditeur de Standard Comics demande à ses deux directeurs artistiques, Graham Ingels et Rafael Astarita de corriger les planches qu'il a gardé et qui n'ont pas été publiées. En 1943, il travaille pour Funnies Incorporated. En 1945 il est chez Sangor Studio. En 1948, il travaille pour le studio de Jerry Iger. Après guerre, il dessine aussi des illustrations pour des pulps. Dans les années 1950, il a plus de difficultés à trouver du travail car le marché des comics se rétracte. Le nombre de lecteurs diminue et les comics sont critiqués pour être une menace pour l'esprit des jeunes. En 1958, il dessine Le Masque de fer d'après le roman Le Vicomte de Bragelonne d'Alexandre Dumas pour Gilberton dans sa collection Classics Illustrated. En 1962, l'éditeur Herbert Von Dorpf publie un recueil de ses dessins intitulé Manhattan: Pen Impressions of New York. Ken Battefield meurt le 19 décembre 1966 à New York.